# ألكسندر بوجدانوف
ألكسندر ألكسندروفيتش بوجدانوف (22 أغسطس 1873 - 7 أبريل 1928) (بالروسية: Алекса́ндр Алекса́ндрович Богда́нов) وولد باسم ألياكساندر مالينوفسكي، هو فيزيائي وطبيب وفيلسوف وكاتب خيال علمي روسي اشتراكي ديمقراطي. انضم إلى الحزب البلشفي، ولكن طرد منه عام 1909. وفي عام 1926، أصبح مديراً لمعهد فصل الدم، ومات وهو يجري تجربة على نفسه. انتقد لينين وبليخانوف آرائه الفلسفية، بسبب معارضته للماركسية. كان شخصية رئيسية في التاريخ المبكر لحزب العمال الديمقراطي الاشتراكي الروسي (في وقت لاحق الحزب الشيوعي السوفيتي)، والذي تأسس عام 1898 من جماعة البلشفية. شارك بوجدانوف في تأسيس البلشفية عام 1903 عندما انقسموا عن جماعة مينشيفيك. كان منافسًا داخل البلشفية لفلاديمير لينين (1870-1924) إلى أن تم طرده في عام 1909. بعد الثورات الروسية عام 1917، وعندما جاء البلاشفة إلى السلطة في الإمبراطورية الروسية المنهارة خلال العقد الأول من الاتحاد السوفيتي اللاحق في العشرينات، كان بوجدانوف معارضًا مؤثرًا للحكومة البلشفية ومعارضًا للينين من منظور الماركسية اليسارية. تلقى بوجدانوف تدريبًا في الطب والطب النفسي. تراوحت اهتماماته العلمية والطبية الواسعة من نظرية النظم العالمية إلى إمكانية تجديد شباب الإنسان من خلال نقل الدم.
اخترع فلسفة جديدة تسمى «التكنولوجيا»، وتُعتبر الآن رائدة في نظرية الأنظمة. كان أيضًا خبيرًا اقتصاديًا، ومنظرًا للثقافة، وكاتب روايات علمية، وناشطًا سياسيًا. كان واحدًا من الماتشيزميين الروس (الماتشيزم هو مصطلح يُطلق على مجموعة متنوعة من وجهات النظر السياسية/الفلسفية التي ظهرت في روسيا الإمبراطورية في بداية القرن العشرين قبل الثورة الروسية).

## مقتبل حياته
وُلد ألكسندر مالينوفسكي في سوكولكا، مقاطعة غرودنو، في الإمبراطورية الروسية (الآن بولندا) لعائلة مدرسّين ريفية، وهو الثاني من بين ستة أطفال. ذهب إلى مدرسة الجيمنازيوم في تولا، التي قارنها مع الثكنات أو السجن. حصل على الميدالية الذهبية عندما تخرج.
عند الانتهاء من مدرسة الجيمنازيوم، قُبل بوجدانوف في قسم العلوم الطبيعية بجامعة موسكو. في سيرته الذاتية، ذكر بوجدانوف أنه أثناء دراسته في جامعة موسكو انضم إلى مجلس اتحاد الجمعيات الإقليمية، واعتُقل ونُفي إلى تولا بسبب ذلك.
جرت فرصة اعتقاله ونفيه على النحو التالي. استخدم رئيس الأوكرانا في موسكو مخبرًا للحصول على أسماء أعضاء مجلس الاتحاد للجمعيات الإقليمية، والتي شملت اسم بوغدانوف. في 30 أكتوبر 1894، تظاهر الطلاب بحزم ضد محاضرة ألقاها بروفيسور التاريخ الشهير فاسيلي كليوتشيفسكي الذي كتب، على الرغم من كونه ليبراليًا مشهورًا، مديحًا مؤيدًا للقيصر المتوفي مؤخرًا ألكسندر الثالث إمبراطور روسيا. اعتُبر أن معاقبة عدد قليل من الطلاب أمر تعسفي وغير عادل، لذلك طلب مجلس الاتحاد إعادة النظر في هذه القضية بصورة عادلة. في تلك الليلة بالذات، اعتقلت إدارة حماية الأمن والنظام العام جميع الطلاب في القائمة المذكورة أعلاه -بما في ذلك بوغدانوف- الذين طُردوا من الجامعة للعودة إلى أوطانهم. طُرد من جامعة موسكو الحكومية، والتحق كطالب خارجي بجامعة خاركوف التي تخرج منها كطبيب في عام 1899. بقي بوجدانوف في تولا من 1894 إلى 1899، حيث -منذ أن كانت عائلته تعيش في سوكولكا- استقر مع ألكسندر رودنيف، والد فلاديمير بازاروف، الذي أصبح صديقًا مقربًا ومتعاونًا في السنوات المقبلة. هنا التقى وتزوج من ناتاليا بوغدانوفنا كورساك، التي رُفض دخولها إلى الجامعة لأنها امرأة. كانت أكبر منه بثمانية أعوام وعملت كممرضة لرودنيف. اعتمد مالينوفسكي على اسم مستعار استخدمه عندما كتب أعماله النظرية الرئيسية ورواياته؛ اقتبس الاسم من ألقاب تبين نسب عائلة زوجته. أصبح مدرسًا في دائرة دراسة العمال إلى جانب بازاروف وإيفان سكفورتسوف ستيبانوف. نُظم هذا في مصنع تولا للأسلحة من قبل إيفان سافيليف، الذي أسسه بوجدانوف مع إنشاء الديمقراطية الاجتماعية في تولا. خلال هذه الفترة، كتب دورة موجزة عن العلوم الاقتصادية ونشرها -«خضع للعديد من التعديلات التي أُجريت لصالح الرقيب»- في عام 1897 فقط. قال لاحقًا إن تجربة التعليم بقيادة الطلاب أعطته درسه الأول في ثقافة الطبقة العاملة. في خريف عام 1895، استأنف دراسته الطبية في جامعة خاركيف (أوكرانيا) لكنه كان ما زال يقضي الكثير من الوقت في تولا. تمكن من الوصول إلى أعمال لينين في عام 1896، ولا سيما نقده الأخير لبيتر بيرناردوفيتش ستروف. في عام 1899، تخرج كطبيب ونشر عمله التالي، «العناصر الأساسية للمنظور التاريخي في الطبيعة». ومع ذلك، ألقت شرطة القيصر القبض عليه بسبب آرائه السياسية، وقضى ستة أشهر في السجن ونُفي إلى فولوغدا.

## البلشفية
يرجع دعم بوجدانوف للبلشفية إلى خريف عام 1903. في أوائل عام 1904، أرسل بلاشفة جنيف مارتن يادوف للبحث عن المؤيدين في روسيا. وجد مجموعة متعاطفة من الثوار في تِڤير. بعد ذلك أرسلت لجنة تِڤير بوجدانوف إلى جنيف، حيث تأثر بشدة بعمل لينين «خطوة إلى الأمام، خطوتان للخلف». قُبض على بوجدانوف في 3 ديسمبر 1905 واحتُجز في السجن حتى 27 مايو 1906. عند إطلاق سراحه، نُفي إلى بتشيتسك لمدة ثلاث سنوات. ومع ذلك، حصل على إذن لقضاء منفاه في الخارج، وانضم إلى لينين في كوكولا، فنلندا. خلال السنوات الستة المقبلة، كان بوجدانوف شخصية بارزة بين البلاشفة الأوائل، إذ كان في المرتبة الثانية بعد فلاديمير لينين في النفوذ. في 1904-1906، نشر ثلاثة مجلدات من أطروحته الفلسفية إمبيريومونيزم، حاول فيها دمج الماركسية مع فلسفة إرنست ماخ وفيلهلم أوستفالد وريتشارد أفيناريوس. أثر عمله في وقت لاحق على عدد من المنظرين الماركسيين الروس، بمن فيهم نيكولاي بوخارين. في عام 1907، ساعد في تنظيم سرقة بنك تيفليس 1907 مع كل من لينين وليونيد كراسين.
بعد أربع سنوات من انهيار الثورة الروسية في عام 1905، قاد بوجدانوف مجموعة داخل البلشفية («ألتيمتست» و«أوتزوفيتس» أو «ريكاليستس»)، طالبوا باستدعاء النواب الديمقراطيين الاجتماعيين من مجلس الدوما، وتنافس مع لينين لقيادة الفصائل البلشفية. في عام 1908 انضم إلى بازاروف ولوناتشارسكي وبيرمان وهلفند ويوشكيفيتش وسوفوروف في ندوة دراسات في الفلسفة الماركسية التي تبنت آراء الماركسيين الروس. بحلول منتصف عام 1908، أصبح الشقاق ضمن البلشفية غير قابل للتوفيق. أيد غالبية الزعماء البلاشفة بوجدانوف أو لم يحسموا الأمر بينه وبين لينين. ركز لينين على إضعاف سمعة بوجدانوف كفيلسوف. في عام 1909، نشر كتابًا شديد الانتقاد بعنوان المادية والتطبيقية، يهاجم فيه موقف بوجدانوف ويتهمه بالمثالية الفلسفية. في يونيو 1909، هزم لينين بوجدانوف في مؤتمر بلشفي مصغر في باريس نظمه مجلس تحرير المجلة البلشفية بروليتاري وطُرد من البلشفية.
انضم إلى صهره أناتولي لوناشارسكي، ومكسيم غوركي، وغيرهما من الفبيريدزميين في جزيرة كابري، حيث بدؤوا حزب مدرسة كابري لعمال المصانع الروس. في عام 1910، نقل بوجدانوف ولوناتشارسكي وميخائيل بوكروفسكي وأنصارهم المدرسة إلى بولونيا، واستمروا في التدريس حتى عام 1911، بينما بدأ لينين وحلفاؤه حزب مدرسة لونجومو خارج باريس مباشرة.
انفصل بوجدانوف عن الفبيريد في عام 1912 وتخلى عن الأنشطة الثورية. بعد ست سنوات من نفيه السياسي في أوروبا، عاد بوجدانوف إلى روسيا في عام 1914، في أعقاب العفو السياسي الذي أعلنه القيصر نيكولاس الثاني كجزء من الاحتفالات المرتبطة بالذكرى المئوية الثالثة لسلالة رومانوف.

## مؤلفاته
- موجز في علم الاقتصاد (1897).
- العناصر الأساسية للنظرة التاريخية إلى الطبيعة (1899).
- المعرفة من وجهة النظر التاريخية (1901).
- فلسفة التجربة الحية (1913).
- العلم التنظيمي الكلي أو التكتولوجيا (1913-1917).
- حول الثقافة البروليتارية (1904-1924).

## وصلات خارجية
- ألكسندر بوجدانوف  على قاعدة بيانات الخيال التأملي على الإنترنت